# Ojiva (arma)

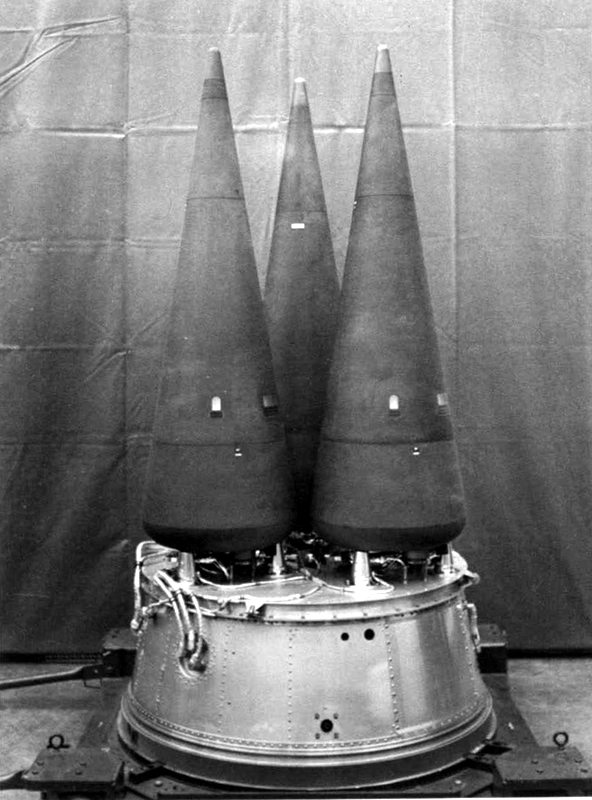
Ojivas nucleares del misil balístico intercontinental LGM-30 Minuteman.

Una ojiva es la parte delantera de un proyectil, cuya sección longitudinal tiene esa forma. También llamada cabeza bélica o de combate (y cabeza de guerra por traducción literal del inglés warhead), forma parte de los proyectiles utilizados en conflictos militares, y se usa para destruir edificios, vehículos o personas.
Normalmente las ojivas son integradas en misiles, cohetes o torpedos. Contienen material explosivo y un detonador.

## Clasificación
Los tipos de ojivas son:
- Explosivas: con una carga explosiva, se usa para destruir el objetivo y producir daños en las zonas colindantes con la onda de choque.
  - Convencional: con explosivos químicos, como la pólvora, originan gran cantidad de energía. Esta energía se puede liberar rápidamente usando un disparador, tal como una chispa eléctrica. Las armas termobáricas son un caso especial.
    - Explosión: Se genera una fuerte onda de choque por la detonación del explosivo (no fragmentada).
    - Fragmentación: Se eyectan fragmentos metálicos a alta velocidad para causar daños materiales o heridas.
    - Barra continua: Se unen barras de metal por sus extremos y, compactadas en zigzag en forma de cilindro que se expanden violentamente en un anillo al detonarse, creando un "efecto guillotina", que es particularmente devastador contra aeronaves de combate, que están diseñadas para resistir metralla tradicional.
    - Carga hueca: El efecto de la carga explosiva se concentra en una pieza metálica, que proyecta un chorro de metal fundido a hipervelocidad capaz de penetrar blindajes pesados.

  - Nuclear: Al ocurrir fisión o fusión nuclear se libera una inmensa cantidad de energía.
- Químicas: Dispersan un gas tóxico, como el gas nervioso, y están diseñadas para matar o inutilizar a seres humanos.
- Biológicas: Dispersan un agente infeccioso, tal como el agente causante del ántrax (carbunco); están diseñadas para matar o enfermar seres humanos.
- Cinéticas: Colisionan con el objetivo a grandes velocidades. No hay detonación.

Frecuentemente las ojivas químicas o biológicas también portan explosivos para facilitar su dispersión.

## Detonadores
Los tipos de detonadores son:
- De contacto: Cuando la ojiva hace contacto físico con el objetivo, el explosivo es detonado. A veces se combina con un retraso después del contacto para aprovechar la energía cinética que puede llevar el objeto que porta la ojiva (penetrando más).

- De proximidad: Usando el radar, ondas de sonido, un sensor magnético o un láser, la ojiva se detona cuando el objetivo está a una distancia especificada. Este tipo de detonador a menudo se combina con controles de explosión direccional que asegura que la explosión enviará la mayor parte de la metralla hacia el objetivo.

- Remotos: Siendo detonada por un operador que envía una señal (no usada normalmente en ojivas excepto para causar la autodestrucción del arma).

- Temporales: La ojiva se detonará pasado un tiempo fijado.

- Altitud: La ojiva se detonará una vez que caiga a una altura fijada.

- Combinada: Cualquier combinación de las anteriores.